# 1990 في بيرو
فيما يلي قوائم الأحداث التي وقعت خلال عام 1990 في بيرو.

## سياسة

### تعيين في المنصب
- 28 يوليو – ألبرتو فوجيموري رئيس بيرو.
- 28 يوليو – سوزانا هيجوتشي السيدة الأولى للبيرو [الإنجليزية]‏.

### انتهاء فترة المنصب
- 28 يوليو – آلن غارسيا رئيس بيرو.

## مواليد

### يناير
- 2 يناير – سيرخيو جالدزس لاعب كرة مضرب بيروفي.

### أبريل
- 7 أبريل – يوشيمار يوتون لاعب كرة قدم بيروفي.

### يوليو
- 25 يوليو – راؤول رويدياز لاعب كرة قدم بيروفي.

## وفيات

### نوفمبر
- 30 نوفمبر – روبرت روخاس (مواليد 1955) لاعب كرة قدم بيروفي.